# Faro de Vigo
Faro de Vigo (« le phare de Vigo ») est un quotidien régional espagnol diffusé dans la région de la Galice. Fondé en 1853, il est le plus ancien journal espagnol en activité. Il fait partie depuis 1986 du groupe de presse Prensa Ibérica.